# Stubaier Wildspitze
De Stubaier Wildspitze is een 3341 meter hoge bergtop in de Stubaier Alpen in het Oostenrijkse Tirol.
Ten noordoosten van de top liggen de twee gletsjers Daunkogelferner en Schaufelferner, die de basis vormen voor het skigebied Stubaier Gletscher.
De eerste gedocumenteerde beklimming van de berg vond plaats in 1882 door E. v. Fuchs, M. Egger en J. Pfurtscheller.
De Stubaier Wildspitze moet niet worden verward met de Wildspitze, de op een na hoogste berg van Oostenrijk, die in de Ötztaler Alpen gelegen is.